# Блэкфрайарс (мост)
Блэкфрайарс (англ. Blackfriars) ― автомобильный и пешеходный мост через реку Темзу в Лондоне, между мостом Ватерлоо и железнодорожным мостом Блэкфрайарс, по которому проходит дорога A201. Норт-энд находится в Лондонском сити, рядом с Иннс-оф-Корт и Темпл-Черч, а также вокзалом Блэкфрайарс. Саут-энд находится в лондонском районе Саутуорк, недалеко от галереи современного искусства Тейт и Оксо-Тауэр. Открытый в 1860-х годах, он заменил более ранний мост 1760-х годов постройки.

## История
Первым стационарным переходом в Блэкфрайарсе был платный мост длиной 995 футов (303 м), спроектированный в итальянском стиле Робертом Милном и построенный с девятью полуэллиптическими арками из портлендского камня. На строительство, превзошедшее проекты Джона Гвинна и Джорджа Дэнса, ушло девять лет, и оно было открыто для публики в 1769 году. Это был третий мост через Темзу в тогдашнем застроенном районе Лондона, дополняющий древний Лондонский мост, построенный несколькими столетиями ранее, и Вестминстерский мост. Первоначально он был назван мост Уильяма Питта (в честь премьер-министра Уильяма Питта Старшего) в качестве посвящения, но его неофициальное название, относящееся к участку в черте города, названному в честь монастыря Блэкфрайарс, доминиканского приората, который когда-то стоял неподалеку, было общепринятым.
Корпорация лондонского Сити отвечала за его продвижение. Было выбрано расположение между двумя другими мостами, так как заброшенная пристань нижнего речного флота от Темзы до того, что стало Ладгейт-Серкус, позволяла получить доступ к северному берегу, не нарушая при этом соседства. Флотилия сбрасывается в Темзу с северной стороны.
Хотя мост был построен из портлендского камня, качество изготовления было очень плохим. Между 1833 и 1840 годами потребовался капитальный ремонт, пока, наконец, не было принято решение построить новый мост на том же месте, что совпало с созданием пересечения набережной Темзы с новой улицей Королевы Виктории и потребовало серьезной перестройки.
Оригинальный мост Блэкфрайарс был демонтирован в 1860 году. Фирма P.A. Thom & Company выиграла контракт на реконструкцию моста и разместила заказ у фирмы Lloyds, Foster and Company на необходимые металлические изделия. Однако компания P.A. Thom & Company столкнулась с трудностями в поиске прочного фундамента для моста, что в конечном итоге привело к финансовым проблемам. В результате фирма Lloyds, Foster and Company обанкротилась, понеся убытки в размере 250 000 фунтов стерлингов. Металлоконструкции для моста в конечном счете были изготовлены компанией Patent Shaft and Axletree Company в Уэднесбери после приобретения ими фирмы Lloyds, Foster and Company.
Нынешний мост, который 6 ноября 1869 года был открыт королевой Викторией, имеет длину 923 фута (281 м) и состоит из пяти арок из кованого железа, построенных по проекту Джозефа Кьюбитта. Кьюбитт также спроектировал соседний железнодорожный мост (ныне снесенный), и это было условием выравнивания пролетов и опор двух мостов. Как и его предшественник, он принадлежит и обслуживается благотворительным фондом Bridge House Estates, контролируемым корпорацией Лондонского сити. Закон о мостах Блэкфрайарс и Саутуорк 1867 года поместил мост по всей длине и его южную оконечность в пределы города, в приход Святой Анны Блэкфрайарс, а не в соседний район Саутуорк. Из-за большого объема движения по мосту он был расширен между 1907 и 1910 годами с 70 футов (21 м) до нынешних 105 футов (32 м).
14 сентября 1909 года лорд-мэр Лондона Джордж Уайатт Траскотт открыл трамвайную линию по недавно расширенному мосту. Она была закрыта 5 июля 1952 года.
Мост привлек некоторое международное внимание в июне 1982 года, когда тело Роберто Кальви, бывшего председателя крупнейшего частного банка Италии, было найдено свисающим с одной из его арок с пятью кирпичами и примерно 14 000 долларов в трех разных валютах в карманах. Смерть Кальви первоначально была расценена как самоубийство, но он скрывался из Италии по обвинению в растрате, и в 2002 году судмедэксперты пришли к выводу, что он был убит мафией, у которой был в долгу. В 2005 году пятеро подозреваемых членов мафии предстали перед римским судом по обвинению в убийстве Кальви, но все они были оправданы в июне 2007 года за отсутствием улик.

## Декорации
На опорах моста высечены из камня изображения водоплавающих птиц работы скульптора Джона Бирни Филипа. На восточной (вниз по течению) стороне (т.е. стороне, расположенной ближе к устью Темзы и Северному морю) резьба изображает морскую флору и фауну и морских птиц; на западной (вверх по течению) – пресноводных птиц, что отражает роль Блэкфрайарса как точки перелома приливов.
На северной стороне моста находится статуя королевы Виктории (финансируемая сэром Альфредом Силом Хасламом), которой был посвящен мост.
На северном конце моста находится памятная доска, документирующая историю моста, включая его повторное открытие в 1909 году лордом-мэром Траскоттом, сопровождаемая рельефным изображением герба корпорации Лондонского сити.
Концы моста имеют форму кафедры в отсылке к черным монахам.

## В массовой культуре
В 1774 году новый мост был упомянут в популярной песне из оперы Чарльза Дибдина «Водник», в которой говорилось о лодочниках, которые раньше возили модных людей в Воксхолл-Гарденз и Ранелаг-Гарденс.
В фильме Нила Геймана «Задверье» мост Блэкфрайарс был назван домом неизвестного монашеского ордена, у которого был ключ от ангельской тюрьмы. Мост также фигурирует в тексте песни «The Resurrectionist» группы Pet Shop Boys.
В книге Луиса А. Мейера «Кровавый Джек: Рассказ о любопытных приключениях Мэри Джеки Фабер, корабельной служанки», Джеки представлена как сирота в Лондоне начала 19 века, которая живет со своей бандой сирот под мостом Блэкфрайарс.
Мост появляется во вступительном эпизоде фильма «Беззаботная», где главный герой проезжает по нему на велосипеде. В шпионском фильме 1998 года «Мстители» мост разрушен торнадо, вызванным машиной для изменения погоды, построенной сумасшедшим ученым, когда он вызывает ураган над Лондоном.
Мост был показан в фильме «Гарри Поттер и орден Феникса» (2007). Члены Ордена Феникса пролетают под ним во время перелета из дома номер четыре по Прайвет Драйв на площадь Гриммо.
В фильме Терри Гиллиама «Воображариум доктора Парнаса» (2009) персонаж Хита Леджера ― Тони найден повешенным под мостом Блэкфрайарс, описанным Терри Гиллиамом как дань уважения Роберто Кальви.
В серии книг Кассандры Клэр «Адские устройства» Тесса Грей и Джем Карстейрс встречаются на мосту каждый год с 1878 по 2008 год, за исключением 1941 года, когда это было сочтено слишком опасным из-за Второй мировой войны. Они также поженились там.